# 科克斯海崖
75°49′S 115°7′W / 75.817°S 115.117°W
科克斯海崖（英語：Cox Bluff (Antarctica)）是南極洲的海崖，位於瑪麗伯德地，處於斯皮茨嶺以西的托尼山北面，美國地質調查局根據測量和該國海軍的空中照片繪入地圖，現時由南極條約體系管理。